# Imigração no estado do Rio de Janeiro
Página referente a imigração do estado brasileiro do Rio de Janeiro. Contendo uma amostra geral dos maiores grupos de imigrantes que vieram ao Rio de Janeiro e ao Estado da Guanabara, especialmente a partir do século XIX.

## Europa

### Imigração suíça
Os suíços começaram a chegar só após 1818, com destino à Nova Friburgo, na Região Serrana do Estado, construindo lá a primeira colônia suíça do país. 

### Imigração Portuguesa

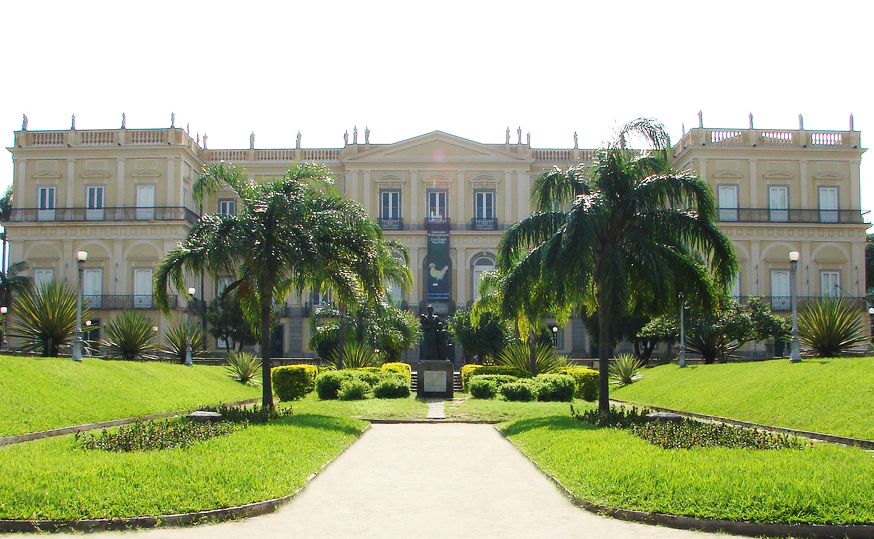
Paço de São Cristóvão, bairro tradicional da comunidade portuguesa no Rio de Janeiro

Os portugueses foram sem dúvida, o maior grupo de imigrantes no Rio de Janeiro.

### Outros Grupos
A imigração finlandesa para o Rio de Janeiro foi um movimento migratório ocorrido na primeira metade do século XX de finlandeses para a região do Vale do Paraíba, no sul do Rio de Janeiro, no Brasil, onde criaram um povoado chamado Penedo ao pés do Parque Nacional de Itatiaia, na cidade de Itatiaia.
Os ingleses, apesar de serem em maior parte comerciantes e donos de fábricas, foram responsáveis por boa parte das linhas férreas do estado. Introduziram a prática do futebol (que ocorreu na Fábrica Bangu).
A imigração espanhola com destino ao Rio de Janeiro aconteceu de forma mais expressiva do final de 1890 a 1940.

## Ásia

### Imigração Japonesa e Chinesa
Hoje estima-se que cerca de 10% das lojas da SAARA são propriedades de chineses.

### Judeus
Além da capital, o município de Nilópolis, na Baixada Fluminense também teve grande colônia judaica. A comunidade judaica de Nilópolis foi formada em grande parte por imigrantes judeus de origem polonesa e russa, pertencentes ao grupo dos asquenazitas, maior contingente de imigrantes judeus para terras brasileiras. 